# جون بانش
جون بانش (بالإنجليزية: John Bunch)‏ هو عازف جاز وعازف بيانو أمريكي، ولد في 1 ديسمبر 1921 في تيبتون في الولايات المتحدة، وتوفي في 30 مارس 2010 في مانهاتن في الولايات المتحدة بسبب ورم ميلانيني.

## وصلات خارجية
- جون بانش على موقع IMDb (الإنجليزية)
- جون بانش على موقع ميوزك برينز (الإنجليزية)
- جون بانش على موقع أول ميوزيك (الإنجليزية)
- جون بانش على موقع ديسكوغز (الإنجليزية)